# Josef Eberwein
Josef Eberwein (* 19. August 1895 in Dellnhausen (Au in der Hallertau); † 21. Dezember 1981) war ein bayerischer Volksmusiker. Über seine Heimat hinaus bekannt wurde er durch zahlreiche Auftritte im Bayerischen Rundfunk.

## Leben
Als 1919 der Vater starb, übernahm Josef Eberwein die Schneiderei und baute sich 1920 in beim elterlichen Hof sein Schneider-Anwesen. Er heiratet 1921 und hat bald drei Kinder, 1924 starben seine Frau und das Kind bei der Geburt des vierten. 1925 heiratete er ein zweites Mal; fünf Kinder werden geboren.
Anfang der 1930er Jahre rief er die Hallertauer Sängergruppe Dellnhausen ins Leben. Eine Männergruppe, mit der er 1933 bei der Rundfunkübertragung des Mainburger Preissingens mitwirkte. Nach dem Zweiten Weltkrieg gründete er die Gesangsgruppe Eberwein. Sein Sohn Michael gründete 1948 die Dellnhauser Musikanten.
Als der Bayerische Rundfunk 1949 eine eigene Volksmusikabteilung installierte, begann für die Gesangsgruppe Eberwein und die Dellnhauser Musikanten eine Jahrzehnte währende intensive Zusammenarbeit mit diesem Medium. Josef Eberwein machte sich auf die Suche nach überliefertem Liedgut. Außerdem fand er großen Gefallen an Neuschöpfungen. Er ersann Texte und Melodien und vertonte Gedichte. Hierbei erhielt er eine entscheidende Anregung von dem Pfaffenhofener Heimatdichter Joseph Maria Lutz, mit dem er seit 1938 in Kontakt war.
Sein Sohn Michl Eberwein animierte den Vater, Texte zu Zwiefachen-Melodien zu erfinden. In vielen seiner Liedtexte scheint die Lebenswelt von Josef Eberwein auf – die Landwirtschaft und der Hopfenbau. Josef Eberwein trat bis in die siebziger Jahre mit seinem Viergesang auf. Mit 75 Jahren trat er als Coupletsänger mit frechen kleinen Liedern der Münchner Humoristen auf, die er nach dem Ersten Weltkrieg in den Münchner Volkssängerlokalen gehört hatte. 1981 starb er durch einen Verkehrsunfall.

## Ehrungen
- 1979 Bayerischer Poetentaler
- Bayerischer Verdienstorden
- Benennung der Josef-Eberwein-Straße in Au in der Hallertau
- Benennung der Josef-Eberwein-Straße im Markt Nandlstadt